# Juan Machuca
Juan de Dios Machuca Valdés (7 de març de 1951) és un exfutbolista xilè.

## Selecció de Xile
Va formar part de l'equip xilè a la Copa del Món de 1974.